# Église Sainte-Élisabeth (Haren)
Pour les articles homonymes, voir Église Sainte-Élisabeth.
L'église Sainte-Élisabeth (en néerlandais : Sint-Elisabethkerk) est un édifice religieux situé rue Sainte-Élisabeth à Haren dans la Région de Bruxelles-Capitale en Belgique.

## Histoire
La tour serait la partie la plus ancienne et daterait du XIIe siècle. Le portail date de 1737.
La paroisse Sainte-Élisabeth fait partie de l'unité pastorale du Kerkebeek qui fait elle-même partie du doyenné de Bruxelles Nord-Est.

## Patrimoine artistique
Parmi les ouvrages remarquables se trouvant dans l'église, il est à noter :
- Un orgue de tribune Louis XV, datant de 1775, œuvre du facteur Adrien Rochet[3].
- La chaire de vérité.